# Jean-Michel Payet
Pour les articles homonymes, voir Payet.
Jean-Michel Payet, né le 1er mai 1955 à Paris, est un architecte, illustrateur et écrivain français.

## Biographie
Jean-Michel Payet a suivi des cours d'architecture à l'École des beaux-arts de Paris et ceux de l'École nationale des ponts et chaussées. En parallèle de sa profession d'architecte-urbaniste, Jean-Michel Payet a illustré de nombreux livres depuis 1990, notamment chez Casterman[réf. nécessaire].
Il est également auteur de plusieurs livres pour enfants et adolescents.

## Publications

### Romans
- Balto #3, L'homme à la Torpédo rouge sang, Édition l’École des Loisirs, collection Médium+, septembre 2022
- Balto #2, Les Gardiens de Nulle-Part, Édition l’École des Loisirs, collection Médium+, août 2021
- Balto #1, le Dernier des Valets de Cœur, Édition l’École des Loisirs, collection Médium+,  juin 2020
- La disparue de Linton Hill, Édition Rageot – septembre 2015
- Dans la nuit blanche et rouge, Éditions des Grandes personnes, 2012
- Mademoiselle Scaramouche, Éditions des Grandes personnes, 2010
- Série 2065, Milan :

1. La Ville engloutie, 2010 (prix PEP Solidarité 2011 à Metz, lauréat du prix Collégien du musée des Confluences à Lyon en  2011) ;
2. Les pilleurs d’eau, 2010 ;
3. L’Empreinte des rêves, 2011.

- Série Blue Cerises, Milan, Collection « Macadam » :

1. L’attentat, 2009 ;
2. La faute à Voltaire, 2009 ;
3. De Musc et de havane, 2010

- L’Ange des Toits, reprise des quatre épisodes de la première saison. Textes de Sigrid Baffert, Jean-Michel Payet, Cécile Roumiguière, Maryvonne Rippert, Milan, Collection « Macadam », 2011.
- Rôde movie, reprise des quatre épisodes de la deuxième saison. Textes de Sigrid Baffert, Jean-Michel Payet, Cécile Roumiguière, Maryvonne Rippert, Milan, Collection « Macadam », 2011.
- Trilogie Ærkaos, Panama :

1. Les Frères de la Ville Morte, 2007 (prix des lycéens d’Évreux, 2008, prix des adultes dans le cadre du 20e prix des Incorruptibles (5ème-4ème) 2009) ;
2. L’héritier des Akhangaar, 2007 ;
3. Les faiseurs de mondes, 2007.

- Ærkaos, la trilogie en un volume, réédition Les Grandes Personnes, 2011.
- Les Treize et une nuits, illustrations de Nicolas Debon, Bayard, J’aime lire plus, 2009.
- Le baiser à moustaches, illustrations de Nicolas Ryser, Milan cadet +, 2009 (élu livre de l’année par le jury du jeune lecteur de Montivilliers, catégorie CE2/CM1, 2010).
- Questions pour un crapaud, illustrations de Jean-François Martin, Milan, 2004 (prix des adultes dans le cadre du 17e prix des Incorruptibles CM2/6ème, 2006, prix des lecteurs de Saint Martin de Crau 2005).
- Série TALAM, sous le pseudonyme de Walter Spock, illustrations de Benoît Perroud, Milan :

1. L’énigme du tigre, 2010.

### Presse
- Les enquêtes de Scarlett et Watson :
  - « Le Trésor de Monsieur Ziane », illustrations de Mélanie Allag, Moi je lis, octobre 2009 ;
  - « Le Chat égyptien », illustrations de Mélanie Allag,Moi je lis, mars 2010 ;
  - « Chats perdus portés disparus », illustrations de Mélanie Allag, Moi je lis, septembre 2010 ;
  - « Fonce Oscar », illustrations de Mélanie Allag, Moi je lis, mai 2011 ;
  - « Un petit retour vers ce matin », illustrations de Anne Cresci, Les Aventuriers, n°48, mars 2002.

### Auteur et illustrateur (sous le pseudonyme de Jim Paillette)
Collection BD-romans chez Albin Michel Jeunesse :
- Les aventures de Jo :

1. Le secret de Johnny T., 1996 (prix du livre jeunesse, biennale de Montmorillon, 1997) ;
2. Radio Jo, 1996 ;
3. L'énigme du Potomac, 1997.

- Les aventures de Kim :

1. Le maître du septième monde, 1996 (prix BD au Salon de Bron 1997) ;
2. Kim contre l'insaisissable, 1996 ;
3. Le sortilège des marais, 1997.

### Illustration
Album
- Dans la tête de Monsieur Adam (ou comment naissent les histoires), texte de Sigrid Baffert, Éditions Milan Album, 2010.

#### Documentaire
- Le siècle des lumières, Casterman, collection « Les jours de l'histoire », 1991.
- Le colt, Florence Maruéjol, Casterman, collection « Les jours de l'histoire », 1991.
- Le sarcophage, Claudine Roland, Casterman, collection « Les jours de l'histoire »,1991.
- Le biface, Tixier et de St Blanquat, Casterman, collection « Les jours de l'histoire », 1992.
- La caméra, Fabrice Revault d'Allonnes, Casterman, collection « Les jours de l'histoire », 1993.
- Séville, les oubliés, Noël Balen, Albin Michel Jeunesse, collection « Carnets du Monde », 1994.
- Bretagne, Brigitte Coppin, Casterman, collection « Mon guide », 1996.
- Paris, Valérie Guidoux, Casterman, collection « Mon guide », 1997.
- Atlas des rois de France, Brigitte Coppin, Casterman, 1998.
- Qu'y a-t-il sous Paris ? (Valérie Guidoux - Parigramme, 1998.
- Le Monde de la Bible (Maurice Meleau - Casterman, collection Repères/histoire, 1999.
- Lire l'architecture des monuments parisiens (Joseph Belmont - Parigramme, 2001.
- Promenades gourmandes en Toscane (Jean-Michel Carasso – Robert Laffont, 2002.
- Notre-Dame de Paris (Victor Hugo – Bibliothèque Hachette, 2002.

#### Fiction
- La Télécommande magique, texte de Stéphane Daniel, Éditions Rouge Safran, collection « Cannelle », 2010.
- Moi, Galilée, Yves Chéraqui, Casterman, collection « Moi, je », 1989.
- Moi, Moctézuma, D. Grosjean et Cl. Roland, Casterman, collection « Moi, je », 1990.
- Enlevée par les indiens, Mary Jemison, Casterman, collection « Passé Composé », 1990. Réédition collection « Roman », 1995.
- Tumac, Marie Chemorin, Casterman, collection « Passé composé », 1992.
- Du givre en mai, Marie-Paule Dessaivre, Milan, collection « Zanzibar », 1992.
- Les siamois et l'ombre qui bouge, D. Grosjean et Cl. Roland, Hatier, 1993.
- Les aventures de Sindbad le Marin, René R. Khawam, Casterman, collection « Épopée », 1993. Réédition collection « Roman », 1999.
- Si loin de mon pays, Elizabeth Laird, Gallimard Jeunesse, collection « Lectures junior », 1995. Réédition collection « Folio junior », 1999.
- Petit Nuage, Michel Piquemal, Casterman, collection « Roman », 1995.
- Le mangeur de lumière, Éric Sanvoisin, Casterman, collection « Roman », 1998.
- Le Lion blanc, Michaël Morpurgo, Gallimard Jeunesse, 1998 ; réédition 2002.
- Moïse, Pierre Chavo, Gallimard Jeunesse, 2001.